# Villa Argentina
Villa Argentina ist eine Ortschaft in Uruguay.

## Geographie
Villa Argentina befindet sich auf dem Gebiet des Departamento Canelones in dessen Sektor 17. Der Ort liegt an dem Costa de Oro genannten Küstenabschnitt des Río de la Plata zwischen den östlich angrenzenden City Golf und Atlántida sowie dem im Westen anschließenden Fortín de Santa Rosa.

## Infrastruktur
Villa Argentina liegt an der Ruta Interbalnearia, etwa an deren Kilometerpunkt 44. 

## Einwohner
Die Einwohnerzahl von Villa Argentina beträgt 622 (Stand: 2011).
| Jahr | Einwohner |
| ---- | --------- |
| 1963 | 41        |
| 1975 | 156       |
| 1985 | 193       |
| 1996 | 385       |
| 2004 | 552       |
| 2011 | 622       |

Quelle: Instituto Nacional de Estadística de Uruguay